# 24e division aéroportée
Pour les articles homonymes, voir 24e division.
La 24e division aéroportée (24e DAP) est une unité de l'armée de terre française, à dominante infanterie, spécialisée dans le combat aéroporté et l'assaut par air. Constituée en juillet 1945, elle aura une existence éphémère et lors de sa dissolution, en octobre de la même année, une grande partie de ses  effectifs seront reversés dans la 25e division aéroportée en cours de constitution.

## Création et différentes dénominations
- 16 juillet 1945 : création de la 24e division aéroportée[1]
- 15 octobre 1945 : dissolution de l'unité.

## Historique des garnisons, campagnes et batailles

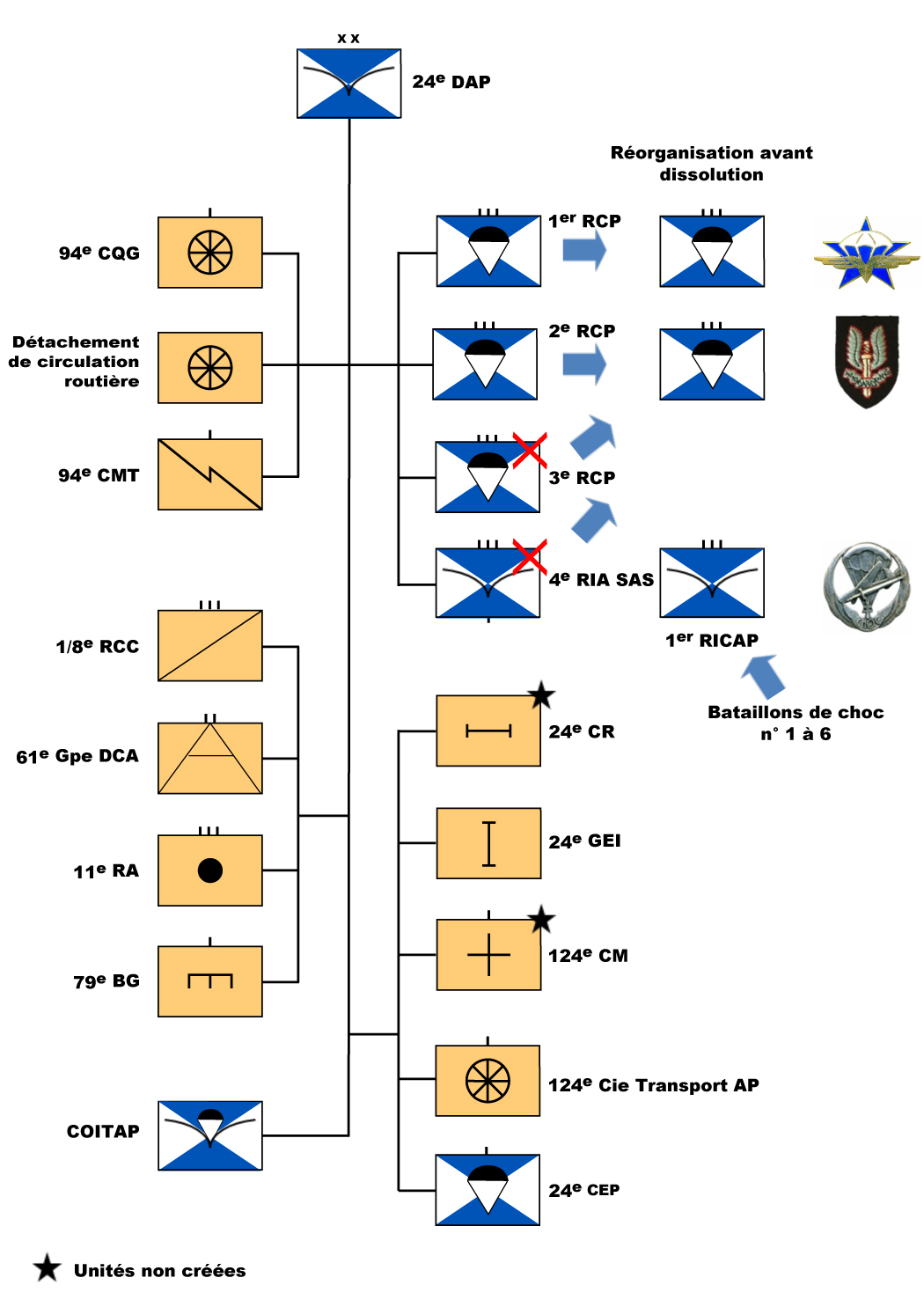
Organigramme de la 24e DAP

Cette division, première du genre en France, est constituée le 16 juillet 1945 sur le modèle des "US Airborne" américaine en vigueur à l'époque car plus simples à mettre en place que leurs homologues anglaises. Sa composante infanterie s'appuie sur les unités de parachutistes existantes de l'Armée de l'air (1er RCP, 2e RCP, 3e RCP SAS et 4e RIA) et sur le 1er RICAP constitué à partir des six bataillons de choc de la 1re Armée. Les autres composantes de la division proviennent de la 29e DI, de la 2e DICEO et de divers entités.
Les effectifs se réduisant, le 3e RCP et le 4e RIA sont dissous et viennent renforcer le 2e RCP. À la même période, les éléments de l'armée de l'air sont reversés à l'armée de terre le 1er août 1945.
Outre sa composante aéroportée, qui comprend dorénavant deux régiments de parachutistes et un régiment aéroporté par planeurs CM 10, la 24e DAP dispose également d'éléments de quartier général et d'unités d'appui et de soutien.
Constitution :
- Éléments de quartier général : 94e CQG – 94e CMT - Détachement de circulation routière
- Infanterie : 1er RCP – 2e RCP (renforcé par 3e RCP et 4e RIA dissous) – 1er RICAP
- Appui : 1/8e RCC – 11e RA – 61e GAFTA – 79e BG
- Soutien : 124e CAT – 24e CEP[réf. souhaitée] – 24e GEI - 124e CM - 24e CR[4].

Les effectifs de la division avoisinent les 12 400 hommes dont 7 800 dans la composante infanterie soit 2 400 hommes dans chaque RCP et 3 000 hommes dans le RICAP. L'état major, aux ordres du lieutenant-colonel Faure, est d'abord basé à l’École Militaire à Paris puis rejoint Bayonne à compter du 15 septembre 1945.
L'instruction des unités est confiée au centre d’organisation et d’instruction des troupes aéroportées (COITAP) à Mont-de-Marsan qui est rattachée à la division tandis que les brevets de parachutiste sont décernés par l'école de Lannion.
La crise des effectifs conduit cependant à la dissolution de la 24e DAP le 15 octobre 1945. Les éléments subsistants, 1er RCP, 2e RCP, 1er RICAP et 24e CEP[réf. souhaitée], sont transférés à la 25e DI, issue des FFI, qui deviendra la 25e DAP en février 1946. Le général Bonjour prend le commandement de la nouvelle division.

## Commandant
La division a eu un unique commandant, de juillet à octobre 1945, le général de brigade Auguste-Léon Bonjour.

## Sources et bibliographie
- Collectif, Histoire des parachutistes français, Société de Production Littéraire, 1975.
- Jacques Sicard, article Les bataillons de choc (1945-1963), revue Hommes de guerre no 21, 1989,   (ISSN 0986-3222).
- Clément Narme, La 25e DAP : l’expérience du modèle divisionnaire en France aux lendemains de la Seconde Guerre mondiale (1945-1948) - Mémoire de Master 2 - 2013 - Version numérique accessible via ce lien.
- Stephane Weiss, "Le jour d'après" : organisations et projets militaires dans la France libérée : août 1944 - mars 1946, Université Lumière-Lyon-II, 20 septembre 2016 (HAL tel-01419407).